# أندرو ريتشاردسون (لاعب كريكت)
أندرو ريتشاردسون (6 سبتمبر 1981 - ) (بالإنجليزية: Andrew Richardson)‏ هو لاعب كريكت جامايكي.